# The Affair of an Egg
The Affair of an Egg é um filme mudo norte-americano de 1910, do gênero comédia, dirigido por D. W. Griffith e Frank Powell. O filme foi produzido e distribuído por Biograph Company. Uma cópia do filme encontra-se conservada na Biblioteca do Congresso dos Estados Unidos. A produção foi filmada em Fort Lee, Nova Jérsia.